# Dryomys laniger
Dryomys laniger is een zoogdier uit de familie van de slaapmuizen (Gliridae). De wetenschappelijke naam van de soort werd voor het eerst geldig gepubliceerd door Felten & Storch in 1968.